# Stomy Bugsy
Stomy Bugsy, vero nome Gilles Duarte (Parigi, 21 maggio 1972), è un rapper e attore francese.
Nasce a Sarcelles, una zona suburbana di Parigi. I suoi genitori provenivano da Capo Verde. È stato uno dei fondatori del "Ministère A.M.E.R.", assieme a Passi. Tuttavia dal 1996 Stomy Bugsy ha intrapreso una carriera da rapper solista.
Viene spesso nominato come uno dei pionieri dello stile gangsta rap in Francia. A questo genere musicale Stomy è rimasto legato per molto tempo, assieme ad un suono tipicamente West Coast hip hop, sino al marzo 2003 quando ha pubblicato il disco 4ème round, dove il rapper francese ha dimostrato una nuova maturità rispetto ai canoni della sua iniziale carriera con i Ministère A.M.E.R.. Stomy ha poi intrapreso la carriera di attore sin dal 1997. Inoltre, fa parte del gruppo capoverdiano di world music La Mc Malcriado.

## Discografia

### Album in studio
- 1996: Le calibre qu'il te faut
- 1998: Quelques balles de plus pour... le calibre qu'il te faut
- 2000: Trop jeune pour mourir
- 2003: 4ème round
- 2007: Rimes passionnelles
- 2015: Royalties

### EP
- 1996: Le prince des lascars
- 1998: Gangster d'amour tour

## Film
- Ma 6-ter va crack-er, regia di Jean-François Richet (1996)
- "Beauté Fatal" (2000)
- De l'amour, regia di Jean-François Richet (2001)
- "Les Jolies Choses" (2000)
- "Le Boulet" (2001)
- "3 zéros" (2001)
- "Le Fleuve" (2002)
- "Gomez et Tavares" (2003)
- "Nèg maron" (2004)
- "La Dernière passe" (2006)
- "Arthur e il popolo dei Minimei" (2006)
- "Sang Froid" (2007)
- "Aliker" (2008)
- Astrid e Raphaëlle (Astrid et Raphaëlle) - serie TV, episodio 4x03 (2023)